# 南方皇石首魚
南方皇石首魚為輻鰭魚綱鱸形目鱸亞目石首魚科的其中一種，分布西南大西洋區，從巴西Espírito Santo至阿根廷北部海域，棲息深度可達60公尺，體長可達46公分，棲息在沿海、河口區，可做為食用魚。